# Зелёный театр (Баку)
Зелёный театр (азерб. Yaşıl teatr) — театр в столице Азербайджана, в городе Баку, расположенный под открытым небом. Театр вмещает до 2500 зрителей.
Театр был построен в начале 1960-х годов по инициативе тогдашнего мэра города Алиша Лемберанского. Архитекторы: М. Товмасян в соавторстве с А. Суркиным.  Зелёный театр был местом проведения важных культурно-массовых мероприятий. В театре происходят финальные действия фильма «Где Ахмед?».
С 1993 года по ряду причин театр перестал функционировать. В августе 2005 года Президент Азербайджана Ильхам Алиев дал указание произвести в театре капитальный ремонт. Выступая на церемонии открытия, Ильхам Алиев сказал:
Спасибо всем, кто принял участие в реконструкции театра, надеюсь это место превратится в любимое место отдыха жителей города.
25 июля 2007 года глава исполнительной власти города Баку Гаджибала Абуталыбов подписал распоряжение о создании Бакинского концертного комплекса «Зелёный театр».

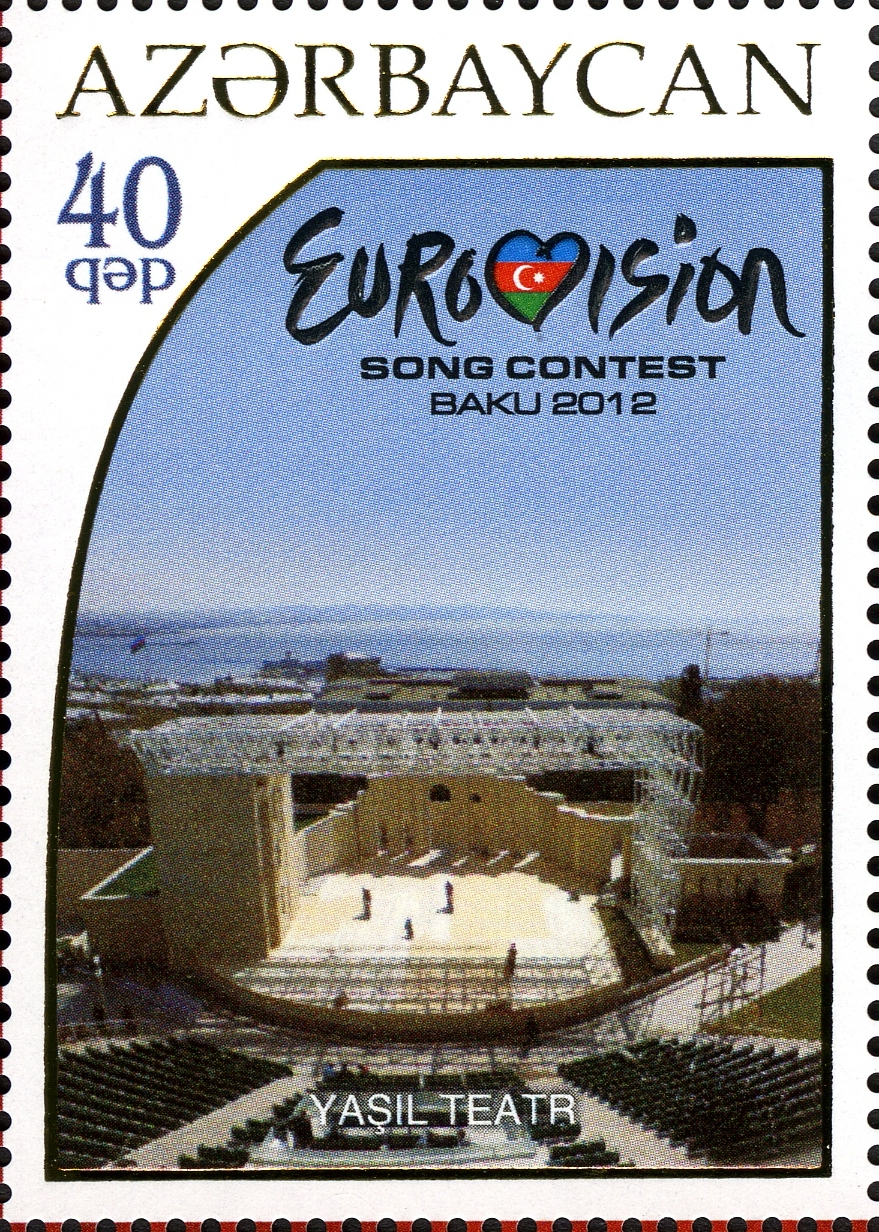
Почтовая марка Азербайджана, 2012
Макет Зелёного театра в Центре Гейдара Алиева